# Олимпијски дух Пјера де Кубертена
Олимпијски дух Пјера де Кубертена (фр. Biographie et oeuvre de Pierre de Coubertin) је стручна монографија аутора Ив Пјер Булоња (фр. Yves Pierre Boulongne) објављена 1975. године. Издање на српском језику објавила је Народна књига из Београда 1984. године у преводу Бранка Јелића.

## О аутору
Ив Пјер Булоњ (13. мај 1921 - 24. јануар 2001), бивши првак Француске у лакој атлетици и играч некадашшњег француског првака у фудбалу, потом професор педагошких наука Универзитета "Париз XII", културни саветник Француске амбасаде у Београду, председник Међународног Кубертеновог комитета.

## О књизи
Булоњ нуди читаоцу причу о Пјеру де Кубертену, оснивачу модерних олимпијских игара. Приказао га је као човека који је, као и други људи, имао добре и лоше особине. Дати су многи детаљи из Кубертеновог живота, његов духовни развој и слично. Посебно је значајан део у коме Булоњ разматра настанак олимпијске идеје у Француској, пре него што је Кубертен кренуо у свој олимпијски поход. На крају, Булоњ се обраћа југословенским педагозима, где им препоручујући „хуманистичку педагогију“ тог „тако великог човека“ Пјера де Кубертена.